# الاغتيالات والإرهاب في إيران
وقع العديد من المدنيين بمن فيهم رجال ونساء وأطفال ومسؤولون حكوميون ونشطاء ومثقفون ورجال دين علمانيون، ضحايا للاغتيال أو الإرهاب أو العنف ضد غير المقاتلين على مدار التاريخ الإيراني الحديث.
حيث اغتيل العديد من الوزراء و رؤساء الوزراء الإيرانيين والرئيس على أيدي الجماعات المسلحة خلال القرن العشرين، ومن أبرز الضحايا رئيس الوزراء محمد جواد باهنار، وشابور بختيار، وأمير عباس حميدة، وعبد الحسين هازير، والحاج علي رزمرة؛ الرئيس محمد علي رجائي، ورئيس القضاء محمد بهشتي والقائد العام للجيش علي صياد شيرازي ووزير العمل دريوش فروهر.
حريق سينما ريكس عام 1978 وجرائم القتل المتسلسلة في إيران في التسعينيات من بين أبرز أعمال الإرهاب في إيران.

## الهجمات على الإيرانيين

### الاغتيالات في عصر القاجار
اغتيل شاه محمد خان قاجار عام 1797 في مدينة سوسة (شوشا) عاصمة خانات كاراباخ، بعد حوالي 16 عامًا في السلطة، بينما قد يُطلق على اغتيال محمد خان قاجار جزءًا من الممارسة القديمة لمكائد القصر أو بدافع الخوف والانتقام، فإن مقتل شاه ناصر الدين شاه قاجار في 1 مايو 1896 يتوافق بشكل وثيق مع العصر الحديث، حيث أصبحت ظاهرة الإرهاب كأداة للحركة السياسية.
وقُتل ناصر الدين برصاص ميرزا رضا كرماني أحد أتباع جمال الدين الأفغاني، أحد الرواد الأوائل للحركة الإسلامية الحديثة، وبحسب ما ورد قال الأفغاني عن الاغتيال "بالتأكيد كان قتل هذا الطاغية المتعطش للدماء عملًا جيدًا".

### فدائيو الإسلام
فدائيو الإسلام هي جمعية أصولية إسلامية سرية تأسست في إيران عام 1946، على يد "طالب لاهوت يتمتع بشخصية كاريزمية" يُدعى نافاب صفوي، سعى الصفوي إلى "تطهير الإسلام" في إيران من خلال تخليصه من "إفساد الأفراد" عن طريق الاغتيالات المدروسة بعناية لبعض الشخصيات الفكرية والسياسية البارزة، ومن بين أهدافه في أواخر الأربعينيات وأوائل الخمسينيات من القرن الماضي المؤلف العلماني أحمد كسراوي، ورئيس الوزراء السابق عبد الحسين هازير، ووزير التعليم والثقافة أحمد زنجنه، ورئيس الوزراء الحاج علي رزمرة، وبنفوذ الجماعات ونجاحها تمكنت من استخدام مؤيديها من رجال الدين الأقوياء لتحرير القتلة من العقاب في منتصف الخمسينيات من القرن الماضي، وبعد توطيد سلطة الشاه تم قمع المجموعة وإعدم صفوي، ونجت الجماعة من أنصار آية الله الخميني والثورة الإسلامية في إيران.

### حريق سينما ريكس 1978
في 19 أغسطس 1978 في خضم الثورة الإيرانية، قُتل أكثر من 420 شخصًا عندما أضرمت النيران في سينما ريكس في عبادان بإيران خلال عرض لفيلم الغزلان، وتم الكشف في النهاية عن قيام مسلحين إسلاميين بإضرام النار في السينما.

### هجمات مجاهدي خلق
في 28 يونيو 1981 قتلت القنابل التي أطلقها مجاهدو خلق الإيرانية 70 من كبار المسؤولين في حزب الجمهورية الإسلامية، بما في ذلك رئيس المحكمة العليا محمد بهشتي الذي كان ثاني أعلى مسؤول بعد آية الله الخميني في ذلك الوقت، وبعد عامين من الثورة الإسلامية الإيرانية فجرت منظمة مجاهدي خلق قنابل في مقر حزب الجمهورية الإسلامية المنحل، وبعد شهرين فجرت مجاهدي خلق قنبلة في مكتب الرئيس مما أسفر عن مقتل الرئيس رجائي ورئيس الوزراء محمد جواد باهنار.

### جرائم القتل المتسلسلة عام 1998
منذ تأسيس الجمهورية الإسلامية، اشتكى المنشقون في إيران من جرائم القتل والإخفاء التي لم تُحل لمثقفين ونشطاء سياسيين كانوا ينتقدون نظام الجمهورية الإسلامية، ففي عام 1998 وصلت هذه الشكاوى إلى ذروتها مع مقتل ثلاثة كتاب معارضين، وقتل الزعيم السياسي داريوش فروهر وزوجته في فترة شهرين، فيما أصبح يعرف باسم سلسلة جرائم القتل أو جرائم القتل المتسلسلة في إيران عام 1998.
وتم القبض على نائب المسؤول الأمني بوزارة الإعلام سعيد إمامي بتهمة القتل وتم إعلان انتحره فيما بعد، على الرغم من أن الكثيرين يعتقدون أن مسؤولين رفيعي المستوى كانوا مسؤولين عن عمليات القتل، وفقًا لموقع Iranterror.com، "كان يُفترض على نطاق واسع أن [إمامي] قُتل من أجل منع تسرب معلومات حساسة حول عمليات وزارة الاستخبارات والأمن، والتي كان من شأنها أن تعرض قيادة الجمهورية الإسلامية للخطر".

### هجمات طالبان والمتطرفين

#### تفجير مشهد
في 20 حزيران (يونيو) 1994 أدى انفجار قنبلة في قاعة الصلاة في ضريح الإمام الرضا في مشهد إلى مقتل ما لا يقل عن 25 شخصًا، وألقت الحكومة الإيرانية باللوم رسميًا على مجاهدي خلق في الحادث لتجنب الصراع الطائفي بين الشيعة والسنة.
ومع ذلك ذكرت صحيفة "نيوز إنترناشونال" الباكستانية اليومية في 27 مارس 1995، أن "المحققين الباكستانيين حددوا عبد الشكور المتعصب الديني البالغ من العمر 24 عامًا والمقيم في لياري في كراتشي، بصفته مساعدًا باكستانيًا مهمًا لــ رمزي يوسف، وكان عبد الشكور على اتصال وثيق مع رمزي يوسف وكان مسؤولاً عن تفجير عبوة ناسفة ضخمة في مرقد الإمام علي رضا في مشهد في 20 حزيران (يونيو) 1994".
وفقًا لمرصد الإرهاب التابع لمؤسسة جيمس تاون، "حدد تقرير صادر عن وزارة المخابرات الإيرانية في أكتوبر 1994 الجناة على أنهم عملاء لعسكر جانغفي الباكستاني، المنظمة الشقيقة لسباه الصحابة"[17].

#### عمليات القتل في مزار الشريف 1998
في 8 أغسطس 1998، هاجمت حركة طالبان بمساعدة القاعدة، مدينة مزار الشريف الأفغانية وقتلت 11 دبلوماسيًا وصحفيًا إيرانيًا إلى جانب آلاف المدنيين الأفغان، فيما اعتبر هجومًا بدافع التكفير ضد الشيعة.

الأمر الأكثر إثارة للغضب بالنسبة لإيران هو حقيقة أن وكالة الاستخبارات الباكستانية قد ضمنت أمنها.
وكانت طهران قد اتصلت في وقت سابق بالحكومة الباكستانية لضمان أمن قنصليتها، لأن الإيرانيين كانوا يعلمون أن ضباط المخابرات الباكستانية قد اقتحموا مزار مع طالبان، كان الإيرانيون يعتقدون أن وحدة دوست محمد قد أُرسلت لحمايتهم، لذا رحبوا بهم في البداية.

وفي البداية رفضت طالبان الاعتراف بمكان وجود الدبلوماسيين، لكن مع تزايد الاحتجاجات الدولية والغضب الإيراني، اعترفوا بأن الدبلوماسيين قُتلوا، ليس بأوامر رسمية ولكن على يد طالبان المنشقة، لكن مصادر موثوقة قالت إن دوست محمد تحدث إلى الملا عمر عبر جهازه اللاسلكي ليسأل عما إذا كان ينبغي قتل الدبلوماسيين وأن عمر أعطى الضوء الأخضر.
وغضبت إيران أيضاً من عدم دعم الدول الغربية ولا سيما أمريكا، التي اعتبرت إيران عدواً لها، وزعم المرشد الأعلى الإيراني خامنئي أنه "لم يظهر أي رد فعل على الإطلاق من قبل الأمريكيين أو الأوروبيين، الذين يلاحقون عملاء القاعدة بصفتهم أعضاء في أخطر منظمة إرهابية".
ويُعتقد أن طالبان قد دعمت "سراً" الجماعات الإيرانية المناهضة للنظام، وتلقت هذه الجماعات أسلحة ودعمًا من طالبان و"كان الإيرانيون مقتنعين بأن الباكستانيين يرعونهم أيضًا"، وسعت الجماعة إلى الإطاحة بالحكومة الإيرانية الشيعية، على الرغم من حقيقة أن إيران كانت بأغلبية ساحقة من الشيعة.
وردت إيران على عمليات القتل بوضع قواتها في حالة تأهب ونقلها إلى الحدود الأفغانية، على الرغم من تهدئة التوترات.

#### جند الله (منذ 2003)
تدعي جند الله، وهي منظمة متمردة بلوشية إسلامية سنية مقرها بلوشستان، أنها تقاتل من أجل حقوق السنة في إيران، يُعتقد أن لديها 1000 مقاتل وتزعم أنها قتلت 400 جندي إيراني، وتم تصنيف الجماعة على أنها منظمة إرهابية من قبل إيران وباكستان، ويعتقد الكثيرون أنها مرتبطة بتنظيم القاعدة، وأنها تتلقى دعمًا من حكومة الولايات المتحدة.

#### تفجير زاهدان 2007
توقفت سيارة مليئة بالمتفجرات أمام حافلة مليئة بالحرس الثوري في منطقة أحمد آباد، زاهدان، محافظة سيستان - بلوشستان الساعة 6:30 صباحًا في 14 فبراير 2007، وكانت السيارة متوقفة في منتصف الطريق مما أجبر الحافلة على التوقف، ونزل سائق السيارة وركابها من السيارة واستخدموا الدراجات النارية لمغادرة المكان أثناء إطلاقهم النار على الحافلة وبعد ثوانٍ انفجرت القنابل، مما أسفر عن مقتل 18 من الحراس الثوري.
وقال قائد الحرس قاسم رضائي، إن "هذه العملية الإرهابية العمياء أدت إلى استشهاد 18 مواطنا من زاهدان"، وأرجع رضائي الهجوم إلى "مسلحين وعناصر من انعدام الأمن"، وقال ماجد رضوي المسؤول بوزارة الداخلية الإيرانية إن الشرطة ألقت القبض على مشتبه به في غضون ساعة من التفجير.
وأعلنت جماعة جند الله وهي منظمة يزعم البعض أنها مرتبطة بالقاعدة، مسؤوليتها عن الهجوم في 15 فبراير وقالت إنها انتقام لإعدام المتهمين بتنفيذ تفجيرات الأحواز[بحاجة لمصدر].
واعتقلت الحكومة الإيرانية خمسة مشتبه بهم، اثنان منهم كانا يحملان كاميرات فيديو وقنابل يدوية أثناء اعتقالهما، فيما قتلت الشرطة "المنفذ" الرئيسي للهجوم.
وتساءل حسين علي شهرياري، ممثل زاهدان في البرلمان: "لماذا لا يواجه جهازنا الدبلوماسي الحكومة الباكستانية بجدية لإيوائها قطاع الطرق وأعداء النظام؟ لماذا لا يتخذ مسؤولو الأمن والجيش والشرطة إجراءات أكثر جدية؟".

### تفجيرات الأهواز 2005
كانت سلسلة التفجيرات التي وقعت في الغالب في الأهواز مرتبطة بقمع سابق للاضطرابات العربية في الأهواز، التي وقعت في عام 2005، وجاء القصف الأول قبل الانتخابات الرئاسية في 12 يونيو، وقال المسؤول بوزارة الداخلية محمد حسين مطهر في ذلك الوقت:
تم إخفاء قنبلتين في دورات مياه داخل مبنى وزارة الإسكان والتنمية العمرانية وفي مكتب البناء والهندسة المدنية، وانفجرت القنبلة الثالثة أمام منزل محافظ خوزستان، وقعت هذه الانفجارات الثلاثة في وسط مدينة الأهواز، وكانت قنبلة أخرى مخبأة في مدخل منزل مسؤول الإذاعة والتلفزيون في الأهواز وانفجرت القنبلة عندما فُتح الباب.

### تفجير شيراز 2008
أسفر تفجير إرهابي داخل مسجد في شيراز في أبريل 2008 عن مقتل 14 شخصًا بينهم 10 رجال وامرأتان وطفلين كما أصيب أكثر من 200، ولم يتم تحديد المسؤولية عن الهجوم.

### تفجير قافلة 2008
وفقًا لتقارير إخبارية غربية قُتل ما لا يقل عن 15 شخصًا وجُرح العشرات في انفجار يوليو / تموز 2008 في طهران.
وكان هناك تعتيم إعلامي على الانفجار في البداية، وبدأ الحرس الثوري تحقيقا في أسباب الانفجار واحتمال أن يكون هناك تخريب، ووقع "عدد من الانفجارات غير المبررة في الأشهر الأخيرة"، وأفادت الأنباء أن القافلة كانت تحمل أسلحة لحزب الله عندما انفجرت.

### تفجير تشابهار الانتحاري 2010
تم تنفيذ تفجير تشابهار الانتحاري في 14 كانون الأول (ديسمبر) 2010 من قبل انتحاريين اثنين فجرا نفسيهما في موكب عزاء شيعي مزدحم في مدينة تشابهار الساحلية جنوب شرق إيران خارج مسجد الإمام الحسين.
ووقعت التفجيرات في يوم تاسوع، عندما تجمع الشيعة هناك لإحياء ذكرى استشهاد الحسين بن علي حفيد النبي محمد، وأسفر القصف عن مقتل 38 شخصًا على الأقل.

### اغتيالات العلماء 2010-2012
اغتيل أربعة علماء نوويين إيرانيين بين عامي 2010 و 2012، وأصيب خامس في محاولة اغتيال فاشلة، واتهمت الحكومة الإيرانية إسرائيل بارتكاب الهجمات، وهو ما نفته إسرائيل.

### هجمات طهران 2017
في 7 يونيو 2017، تم الإبلاغ عن عدة هجمات في جميع أنحاء العاصمة الإيرانية طهران، بما في ذلك إطلاق نار في البرلمان الإيراني وتفجير انتحاري في ضريح آية الله الخميني، ويبدو أن الهجمات كانت منسقة، وكان آخر هجوم في إيران هو تفجير تشابهار الانتحاري عام 2010.

### هجوم الأهواز 2018
في 22 سبتمبر 2018، تمت مهاجمة عرض عسكري في الأهواز، مدينة جنوب غرب إيران.

### تفجير تشابهار الانتحاري 2018
في 6 ديسمبر 2018، فجر انتحاري سيارته بالقرب من مركز للشرطة مما أسفر عن مقتل شرطيين وإصابة العشرات.

## أنظر أيضا
- إيران وإرهاب الدولة
- العبة الكبرى الجديدة
- الجريمة في إيران